# Centre de formation des Dragons catalans
 (avril 2021).
Si vous disposez d'ouvrages ou d'articles de référence ou si vous connaissez des sites web de qualité traitant du thème abordé ici, merci de compléter l'article en donnant les références utiles à sa vérifiabilité et en les liant à la section « Notes et références ».

Logo du club.

Le centre de formation des Dragons catalans est créé en septembre 2010. Il accueille les jeunes de 18 à 22 ans à la fois dans le cadre sportif et pédagogique en s'occupant de leurs études scolaires. Il est dirigé par Bruno Castany et est entraîné par Justin Murphy, Rémi Casty, Patrick Noguera, Sébastien Maris, Alexandre Ferrer et Jean Szarvas.

## Effectif

### Liste des stagiaires
| Identité joueur                        | Poste     | Club                           | Date d'entrée | Formation                   | Performance sportive                                                       |
| -------------------------------------- | --------- | ------------------------------ | ------------- | --------------------------- | -------------------------------------------------------------------------- |
| Thomas Ambert né le 6 avril 1990       | Centre    | Salanque Méditerranée Pia XIII | 2010          | BEES 1 rugby à 13 et BPJEPS | 37 matchs, 13 essais en Élite 1                                            |
| Maxime Da Costa né le 4 août 1992      | Pilier    | Saint-Estève XIII catalan      | 2010          | BEES 1 rugby à 13 et BPJEPS | 2 matchs en Élite 1                                                        |
| Morgan Escaré né le 18 octobre 1991    | Arrière   | Saint-Estève XIII catalan      | 2010          | BEES 1 rugby à 13 et BPJEPS | 40 matchs, 31 essais, 6 goals en Élite 1                                   |
| David Guasch né le 3 janvier 1990      | Ouverture | Saint-Estève XIII catalan      | 2010          | BEES 1 rugby à 13 et BPJEPS | 54 matchs, 6 essais, 21 goals en Élite 1 1 match en Super League           |
| Thibaut Margalet né le 3 janvier 1993  | Pilier    | Saint-Estève XIII catalan      | 2010          | BEES 1 rugby à 13 et BPJEPS | 11 matchs, 3 essais en Élite 1                                             |
| Rémy Marginet né le 27 mai 1989        | Ouverture | Saint-Estève XIII catalan      | 2010          | BEES 1 rugby à 13 et BPJEPS | 31 matchs, 4 essais, 94 goals en Élite 1 2 matchs, 9 goals en Super League |
| Quentin Nauroy né le 12 septembre 1990 | Ailier    | Saint-Estève XIII catalan      | 2010          | BEES 1 rugby à 13 et BPJEPS | 35 matchs, 24 essais en Élite 1                                            |
| Joseph Nègre né le 22 juillet 1991     | Ailier    | Saint-Estève XIII catalan      | 2010          | IUT Biologie                | 13 matchs, 10 essais en Élite 1                                            |
| Jordan Salgues né le 14 juillet 1990   | 2e ligne  | Saint-Estève XIII catalan      | 2010          | BEES 1 rugby à 13 et BPJEPS | 6 matchs, 3 essais en Élite 1                                              |

### Liste des aspirants
| Identité joueur                  | Poste     | Club                      | Date d'entrée | Formation         | Performance sportive          |
| -------------------------------- | --------- | ------------------------- | ------------- | ----------------- | ----------------------------- |
| Joan Guasch né le 9 juillet 1993 | Talonneur | Saint-Estève XIII catalan | 2010          | Bac Pro 1re année | 3 matchs en Élite 1           |
| Hakim Miloudi né le 26 juin 1993 | 3e ligne  | Saint-Estève XIII catalan | 2010          | Bac Pro 1re année | 7 matchs, 5 essais en Élite 1 |

## Anciens stagiaires
De nombreux stagiaires ont ensuite pu signer leur premier contrat professionnel avec les Dragons catalans. Parmi eux :  Morgan Escare, William Barthau, Fouad Yaha, Thibaud Margalet, Ugo Perez, Arthur Romano, Lambert Belmas, Paul Séguier, Alrix Da Costa, Mathieu Cozza, Matthieu Laguerre, Corentin Le Cam, Arthur Mourgue, Florian Vailhen, Jordan Dezaria, Romain Franco et plus récemment, Tanguy Zenon, Ugo Tison, Yacine Ben Abdeslem, Léo Llong et Guillermo Aispuro.